# Renuka Ravindran
Renuka Ravindran (nascuda Renuka Rajagopalan; 11 de maig de 1943) és una matemàtica índia, la primera degana de l'Institut Indi de les Ciències.

## Formació i carrera
Ravindran va estudiar en el Convent de la Presentació de Vepery, a Chennai, i en el Women's Christian College, també a Chennai. L'any 1968 va obtenir el títol de doctora en matemàtiques aplicades a l'Institut Indi de les Ciències, a Bangalore, i el 1973 de doctora en enginyeria aerodinàmica a la Universitat Tècnica d'Aquisgrà.
És catedràtica de l'Institut Indi de les Ciència on ha estat cap del Departament de Matemàtiques, i més tard degana d'aquella institució. Ha estat professora visitant en diverses universitats, entre les quals la Universitat Cornell i la Universitat Tècnica de Kaiserslautern. Els seus camps d'especialització són les ones no lineals i els fluïds no newtonians.